# Brooklyn
|  | No s'ha de confondre amb Brooklin o Brookline. |

|  | Per a altres significats, vegeu «Brooklyn (desambiguació)». |

Brooklyn és un dels cinc districtes que conformen la ciutat de Nova York. Va ser una ciutat independent fins a la seva inclusió dins del conglomerat urbà de Nova York el 1898. Actualment, Brooklyn és el barri més poblat de la ciutat amb prop de 2,5 milions d'habitants.
El borough de Brooklyn concorda amb els límits del comtat de Kings (comtat de Reis), el qual és a més el comtat més poblat de l'Estat de Nova York. Si fos una ciutat independent, Brooklyn seria de les quatre ciutats més poblades dels Estats Units. Brooklyn va obtenir el seu nom en honor del rei Carles II d'Anglaterra, a causa d'això també rep l'apel·latiu de "Ciutat de Reis".
Malgrat la unió amb Nova York, Brooklyn manté una forta identitat. Ha estat anomenada City of Trees (Ciutat dels Arbres), City of Homes (Ciutat de les Cases) o també City of Churches (Ciutat de les Esglésies) i al segle xix, Brooklyn és de vegades anomenat "Borough of Homes and Churches" (Districte de Cases i Esglésies).
Com un intent de promoció, l'Administració Local ha col·locat senyals de trànsit al llarg de les avingudes més transitades en els límits de Brooklyn. S'han col·locat acolorides expressions associades amb Brooklyn com per exemple: "Fugheddaboudit" (Forget about it: oblida-ho), "Oy vey" (Oh dear: volgut) i "How Sweet it is" (Com és de dolç això). Un senyal identifica a Brooklyn com: "Home to Everyone From Everywhere" (Llar per a qualsevol de qualsevol lloc).
El seu nom prové de la ciutat neerlandesa de Breukelen, per una característica comuna entre aquestes, en ambdues existia un petit pantà (broek o breuk -pronunciat [bruk]: pantà; més el sufix diminutiu neerlandès elen), de manera que el significat original de Brooklyn és "Pantanet".

## Esports
Brooklyn ha estat llar de moltes figures conegudes com a Joe Patern, Joe Torre, Larry Brown, Mike Tyson, Paul Lo Duca, Bobby Fischer, Michael Jordan i Vince Lombardi. Els parcs que es troben a través de Brooklyn com Prospect Park, Marine Park i la comunitat de complexos esportius en Floyd Bennett Field proveeixen als residents de l'oportunitat de practicar els seus esports preferits.
L'equip més famós de Brooklyn són els antics Brooklyn Dodgers que jugaven al Ebbets Field, van ser malnomenats els "trolley dodgers" com una referència als tramvies que alguna vegada van travessar el borough.
El més gran èxit dels Dodgers va tenir lloc el 1947 quan Jackie Robinson entrà al camp vestint l'uniforme dels Dodgers, constituint-se així en el primer afroamericà a participar en la Lliga Major de Beisbol Nord-americà. El 1955, els Dodgers van guanyar la seva primera i única Sèrie Mundial a Brooklyn contra el seu clàssic rival els New York Yankees. L'esdeveniment és recordat, ja que va ser celebrat massivament pels habitants del borough. Dos anys després els Dodgers van canviar la seva seu a Los Angeles.
Després de 43 anys sense beisbol, aquest esport va tornar a Brooklyn al conformar-se l'equip dels Brooklyn Cyclones, un equip de les lligues menors de beisbol que van començar a jugar a Coney Island.

## Personatges il·lustres
- Michael Jordan, ex-jugador de bàsquet.
- Carl Sagan, reconegut astrònom i divulgador científic.
- Jay-Z, raper.
- Woody Allen, director i guionista.
- Carmelo Anthony, jugador de bàsquet.
- Al Capone, gàngster.
- Jennifer Connelly, actriu.
- Marion Davies actriu
- Mickey Rooney actor
- Barry Manilow, compositor, músic i intèrpret.
- Paul Auster, escriptor
- Mike Tyson, boxejador
- Corbin Bleu, actor
- Tazz ex-lluitador ECW i actual comentarista
- Larry Brown, exjugador i entrenador de bàsquet.
- Emil Mollenhauer, (1855-1927), violinista i compositor.
- Ruth Bader Ginsburg (1933 - 2020) jurista
- Lee Krasner (1908 - 1984) pintora